# Glinka Duchowna
Glinka Duchowna – wieś w Polsce położona w województwie wielkopolskim, w powiecie poznańskim, w gminie Kostrzyn.
Wieś duchowna Glinka Księża, własność kapituły katedralnej poznańskiej, pod koniec XVI wieku leżała w powiecie gnieźnieńskim  województwa kaliskiego. W latach 1975–1998 miejscowość administracyjnie należała do województwa poznańskiego.